# Остра (ландшафтний заказник)
О́стра — ландшафтний заказник місцевого значення в Україні. Розташований у межах Ужгородського району Закарпатської області, на захід від села Кам'яниця.
Площа 20 га. Статус надано згідно з рішенням облради від 13.07.2012 року № 523. Перебуває у віданні Кам'яницької сільської ради.
Статус надано з метою збереження природного комплексу, який складається з розріджених лісових молодняків, підросту природного поновлення та фрагментів сінокісних лук. З півночі та заходу заказник межує з буковим і дубово-буковим лісовим масивом.
Трапляється унікальний для України тип ландшафту — низькогір'я вулканічної гряди з видами рослин та тварин, що занесені до Червоної книги України.